# Poreče
Poreče so gručasta vas v Občini Vipava. Deli se na zaselka Podboršt in Dobrava ter leži v zgornjem delu Vipavske doline, v zavetju hribov Tabor (364 m) in Šentviška Tura (963 m), ob potoku Močilnik, v neposredni bližini naselja Podnanos.

## Prebivalstvo
Etnična sestava 1991:
- Slovenci: 102 (94,4 %)
- Neznano: 4 (3,7 %)
- Neopredeljeni: 2 (1,9 %)